# Sansa (vegetale)

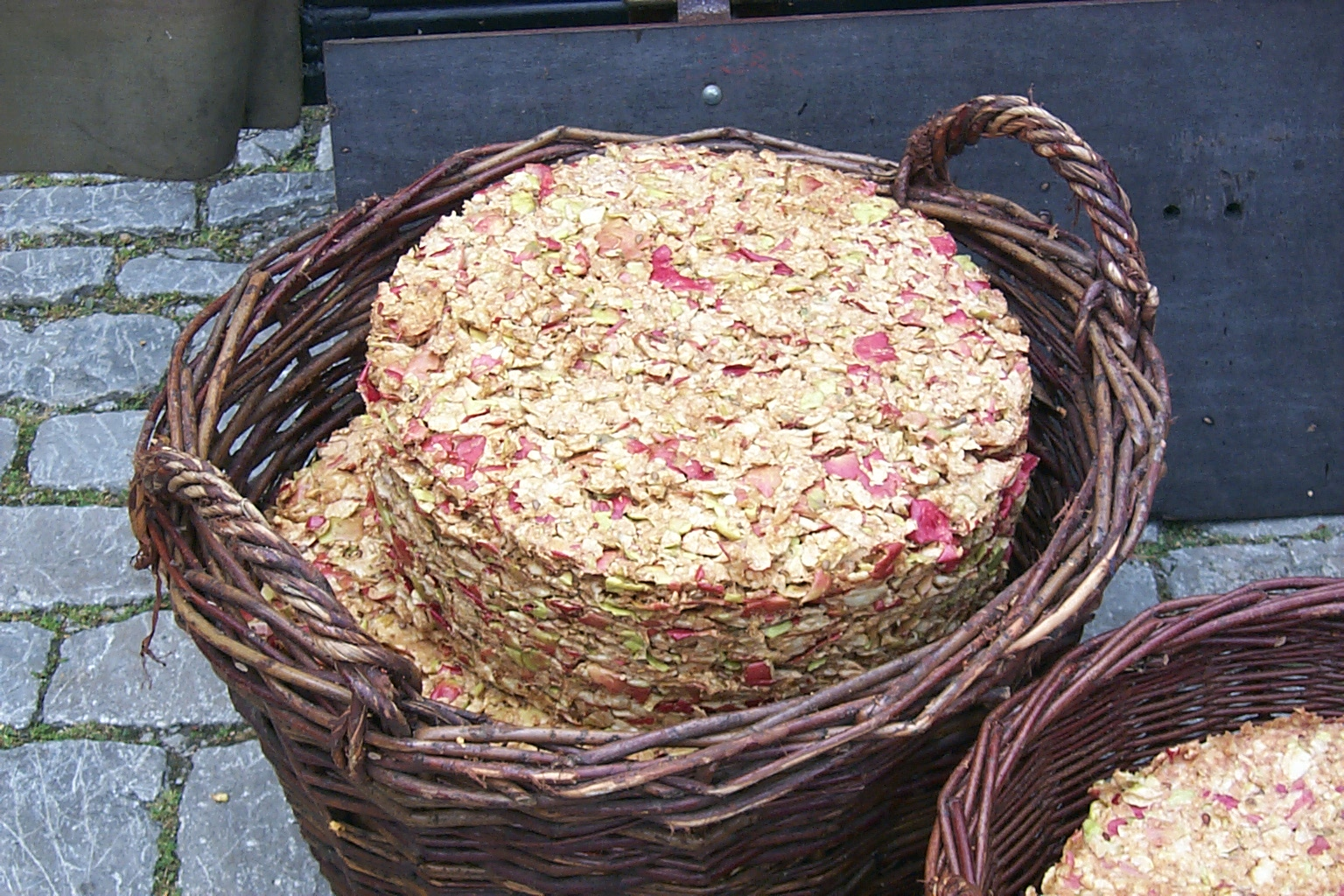
Rimasugli di mela dopo una spremitura

La sansa è la materia solida che resta dopo le procedure di spremitura e/o frantumazione di olive, uva, o altra frutta.

## Origine
Essenzialmente la sansa è un insieme di frammenti di nòccioli, pezzetti di buccia, piccoli semi e residui, solitamente ciò che avanza dopo l'estrazione di acqua, la spremitura di succhi e/o l'estrazione di oli dalla frutta in genere.
La sansa usualmente viene sottoposta a 2 o 3 procedimenti a ripetizione, detti ripassamenti, al fine di ricavare la massima quantità possibile di estratto liquido. Viene detta sansa esausta la materia che, esaurite le frazioni liquide, non si presta ad ulteriori ripassamenti.

## Tipi
- Vinaccia, dalla vite
- Sansa di olive, dalle olive, da cui, per successiva estrazione, si ottiene l'olio di sansa.

## Usi
- Distribuzione su terreni agrari come ammendante.
- Impiego come combustibile per riscaldamento.